# Павлыш
Павлы́ш (укр. Павлиш) — посёлок в Онуфриевской поселковой общине Александрийского района Кировоградской области Украины

## История
Поселок основан в 1739 году Кременчугским сотником Федором Гавриловым (Федор Гаврилович Илляшенко). Первыми поселенцами были: Роман Сопилат, Степан Подварчаненко, Иван Нестеренко, Иван Голь, Кондрат Седнь, Кирило Харченко, Данило Гончаренко, Спиридон Колесник, Панас Шевченко, Грицько Голь.
Поселок несколько раз менял свое название. С 1739 по 1752 — Хутор сотника Кременчугского, Хутор Федора Гаврилова, деревня Омельничек. С 1752 по 1758 — Святосимоновский шанец. С 1758 — Павлыш. Название Павлыш происходит от сербской деревни Павлиш общины Вршац Южно-Банатского округа Автономного края Воеводина Республики Сербия. Также в документах второй половины XVIII века встречаются названия «Бутовский шанец» и «Шанцы Бутовского». Они связаны с представителем рода Бутовских Александром Юрьевичем Бутовским.
В 1752 году Павлыш вошёл в создающуюся полосу военных поселений Российской империи Новую Сербию, с 1783 года — в составе Екатеринославского наместничества, в дальнейшем стал административным центром Павлышской волости Александрийского уезда Херсонской губернии.
В 1936 году семилетняя Павлышская школа была преобразована в среднюю школу, которой руководил советский педагог В. А. Сухомлинский. После его смерти в школе был открыт мемориально-педагогический музей.
В 1938 году получен статус посёлка городского типа.
В ходе Великой Отечественной войны с 6 августа 1941 до 25 ноября 1943 года посёлок был оккупирован немецкими войсками.
В 1954 году здесь действовали маслодельный завод, газовый завод, МТС, средняя школа, семилетняя школа, два клуба и библиотеки.
В 1975 году здесь действовали пищекомбинат, асфальтовый завод, хлебозавод, цех Светловодского маслодельного завода и инкубаторно-птицеводческая станция.
В январе 1989 года численность населения составляла 5358 человек.
В 2007 году в Павлыше проводились съёмки сериала «Надежда как свидетельство жизни». Во время просмотра вступительной заставки сериала можно увидеть Павлыш с высоты птичьего полёта.
По состоянию на 1 января 2025 года численность населения составляла около 4400 человек.
До 2020 года посёлок входил в Онуфриевский район

## Транспорт
Железнодорожная станция Павлыш на линии Кременчуг — Знаменка Одесской железной дороги.

## Памятники
- Памятник на могиле В. Сухомлинского (1971 г., скульптор А. Фуженко), представляющий собой бронзовый бюст на постаменте из чёрного лабрадорита.

## Известные жители и уроженцы
- Базилевский, Владимир Александрович (род. 1937) — украинский и советский поэт, критик, переводчик. Лауреат Шевченковской премии (1996).
- Чередий, Николай Филиппович (1927—1981) — Герой Социалистического Труда.
- Шаповал, Надежда Семёновна (1926—1992) — Герой Социалистического Труда.
- Омельченко, Андрей Фёдорович (1926—1981) — советский украинский бандурист, педагог.
- Шевченко, Иван Иванович (1902—1977) — поэт.
- Сухомлинский, Василий Александрович (1918—1970) — педагог, Герой Социалистического Труда.